# AlphaTauri AT01
Az AlphaTauri AT01 egy Formula–1-es versenyautó, melyet a Scuderia AlphaTauri készített és versenyeztetett a 2020-as Formula–1 világbajnokságban. Pilótái Pierre Gasly és Danyiil Kvjat voltak. Ez volt az első autó, mely az AlphaTauri név alatt futott, miután a Scuderia Toro Rosso csapatot átnevezték 2020-ban. Ezen a néven első győzelmét ezzel az autóval szerezte a csapat az olasz nagydíjon, Gasly révén. Az AT01 az Osztrák Nagydíjon debütált. Az autóval az AlphaTauri az Olasz Nagydíjon Pierre Gasly révén megszerezte első nagydíjgyőzelmét.

## Áttekintés
A Red Bull, saját ruhamárkájának népszerűsítése érdekében nevezte át a Toro Rosso csapatát, minden más azonban változatlan maradt. Az AT01-es számos elemet kölcsönzött a "nagycsapat" Red Bull RB16-os versenyautójáról, ideértve a felfüggesztést, a váltót, és a hidraulikát. Az előd STR14-hez képest apróbb változtatásokat kapott a kasztni, elsősorban az orr-részen és a légbeömlőknél. A festést is lecserélték, a ruhamárkához igazodóan.

## Eredmények
| Év   | Csapat              | Motor        | Abroncs | Versenyzők    | Nagydíjak | Nagydíjak | Nagydíjak | Nagydíjak | Nagydíjak | Nagydíjak | Nagydíjak | Nagydíjak | Nagydíjak | Nagydíjak | Nagydíjak | Nagydíjak | Nagydíjak | Nagydíjak | Nagydíjak | Nagydíjak | Nagydíjak | Pont | Helyezés |
| Év   | Csapat              | Motor        | Abroncs | Versenyzők    | AUT       | STY       | HUN       | GBR       | 70        | ESP       | BEL       | ITA       | TUS       | RUS       | EIF       | POR       | EMI       | TUR       | BHR       | SAK       | UAE       | Pont | Helyezés |
| ---- | ------------------- | ------------ | ------- | ------------- | --------- | --------- | --------- | --------- | --------- | --------- | --------- | --------- | --------- | --------- | --------- | --------- | --------- | --------- | --------- | --------- | --------- | ---- | -------- |
| 2020 | Scuderia AlphaTauri | Honda RA620H | P       | Pierre Gasly  | 7         | 15        | KI        | 7         | 11        | 9         | 8         | 1         | KI        | 9         | 6         | 5         | KI        | 13        | 6         | 11        | 8         | 107  | 7.       |
| 2020 | Scuderia AlphaTauri | Honda RA620H | P       | Danyiil Kvjat | 12 †      | 10        | 12        | KI        | 10        | 12        | 11        | 9         | 7         | 8         | 15        | 19        | 4         | 12        | 11        | 7         | 11        | 107  | 7.       |

- † – Nem fejezte be a futamot, de rangsorolva lett, mert teljesítette a versenytáv 90%-át.

Félkövérrel jelölve a leggyorsabb kör

## Fordítás
- Ez a szócikk részben vagy egészben  az   AlphaTauri AT01 című angol Wikipédia-szócikk ezen változatának fordításán alapul.  Az eredeti cikk szerkesztőit annak laptörténete sorolja fel. Ez a jelzés csupán a megfogalmazás eredetét és a szerzői jogokat jelzi, nem szolgál a cikkben szereplő információk forrásmegjelöléseként.